# Лизогуб Семен Юхимович
Семе́н Юхи́мович Лизогу́б (1689—1734) — український військовий діяч та дипломат доби Гетьманщини. Онук Гетьмана Петра Дорошенка, зять Гетьмана Івана Скоропадського, прапрадід по матері письменника Миколи Гоголя, батько Семена Семеновича Лизогуба.

## Біографія
Народився 1689 у Чернігівському полку в сім'ї чернігівського полковника Юхима Лизогуба та Любові Дорошенко — доньки гетьмана Петра Дорошенка.
Відомо, що у 1686 році разом з батьком, матір'ю, братами й сестрами Семен Юхимович Лизогуб їздив до Москви провідати свого рідного діда й опального козацького правителя Петра Дорошенка, який з 1676 року перебував там у почесному засланні.
Семен Лизогуб навчався у Києво-Могилянській академії й перебував на території Чернігівського полку протягом 1715—1734 років як бунчуковий товариш. В 1703 році одружився з Іриною Скоропадською, донькою гетьмана Івана Скоропадського від його першої дружини Пелагії Каленикович (Калениченко), яка була донькою чернігівського полкового обозного Никифора Калениченка. Таким чином Микола Гоголь був і нащадком гетьмана Скоропадського.

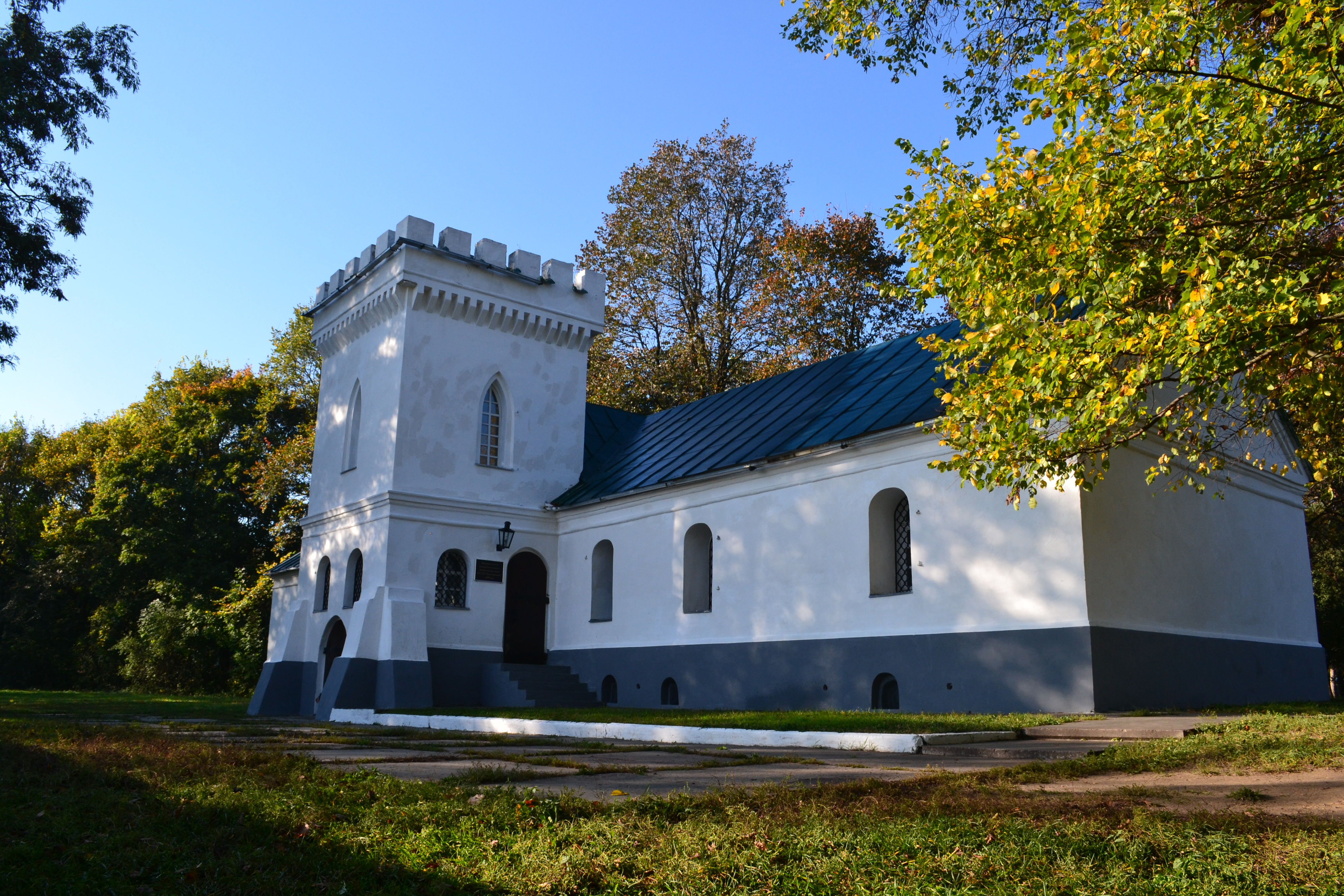
Кам'яниця Лизогубів у Седневі. 2012

У 1725 році брав участь у Гілянському поході, а в 1727 році був у числі козацьких депутатів, посланих до Москви для відновлення гетьманату в Україні. У 1734 році в складі козацького корпусу свого брата Якова Лизогуба брав участь у поході на Польщу, пов'язаному зі втручанням Російської імперії в боротьбу за польський престол Речі Посполитої на боці Августа ІІІ. Під час цього походу він і загинув.
Пращура Гоголя поховали з військовими почестями у монастирі св. Василія під Гродно. В Україні Семен Юхимович Лизогуб володів великими маєтностями, які нараховували близько 600 дворів. Мав чотирьох синів: Семена, Івана, Василя,  Костянтина та двох доньок: Ганну та Анастасію. Старший син Семен був одружений з Мартою Василівною Кочубей, донькою полтавського полковника.

## Джерело
- http://www.biografija.ru/biography/lizogub-semen-efimovich.htm [Архівовано 28 лютого 2014 у Wayback Machine.]

| українська персоналія | Це незавершена стаття про особу, що має стосунок до України. Ви можете допомогти проєкту, виправивши або дописавши її. |